# Bothrogonia tianzhuensis
Bothrogonia tianzhuensis är en insektsart som beskrevs av Li 1985. Bothrogonia tianzhuensis ingår i släktet Bothrogonia och familjen dvärgstritar. Inga underarter finns listade i Catalogue of Life.